# Hofanlage Auf dem Brink 7

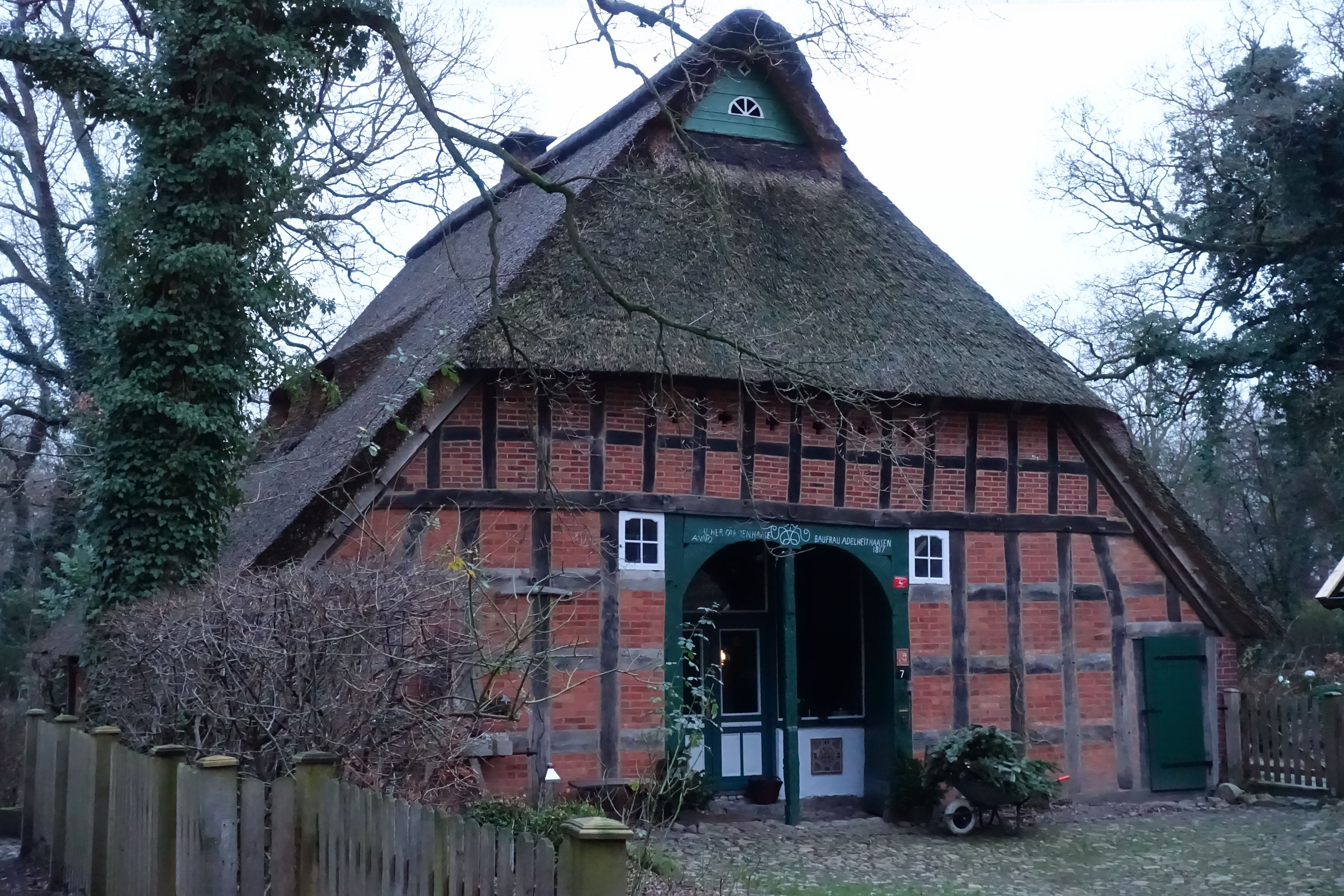
Wohn- und Wirtschaftsgebäude, Nordfassade (2023)

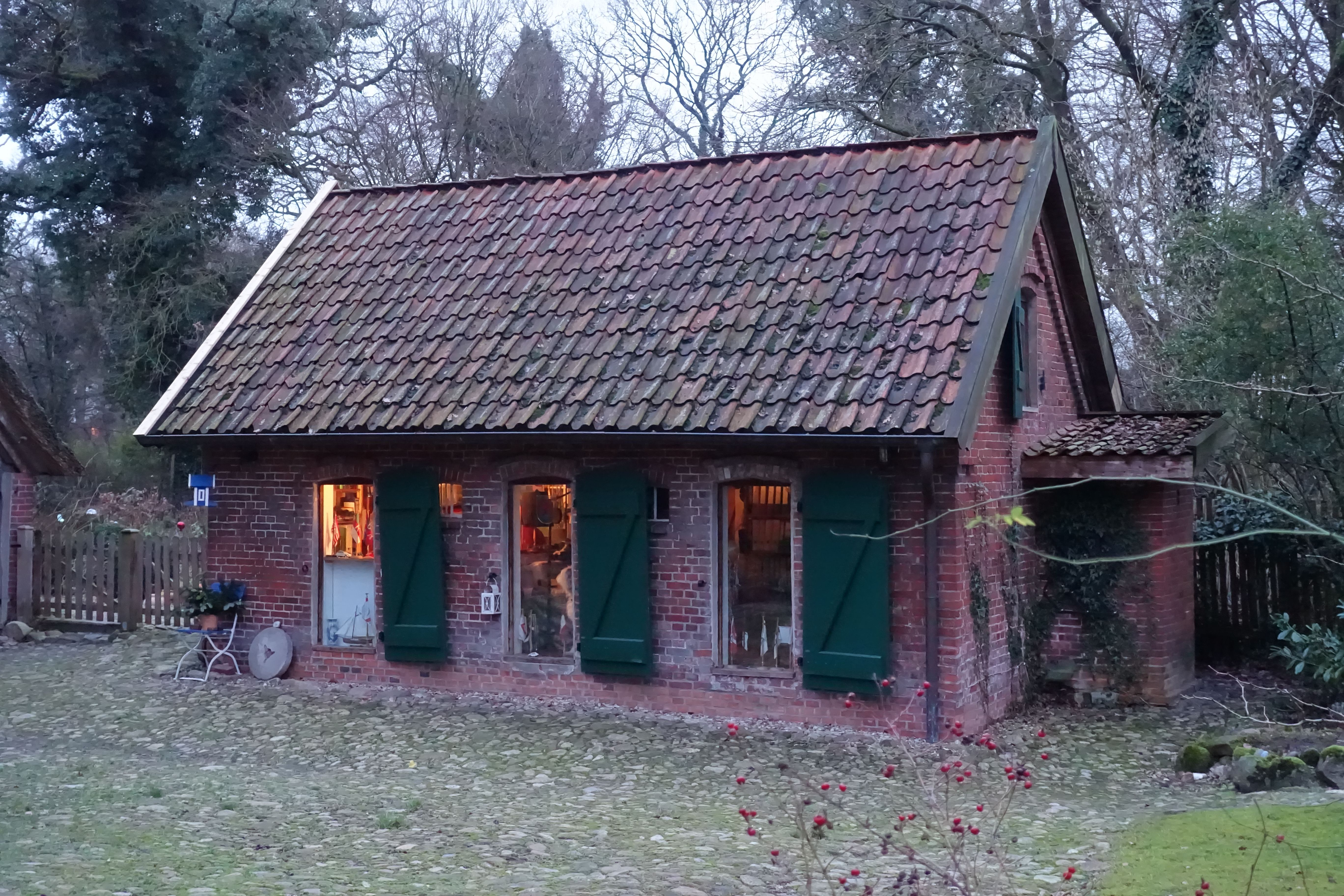
Stall, Ost- und Nordfassade (2023)

Die Hofanlage Auf dem Brink 7 in der niedersächsischen Gemeinde Beverstedt im Ortsteil Bokel, im Landkreis Cuxhaven, stammt aus dem 19. Jahrhundert. Aktuell (2024) wird sie auch als Hofladen genutzt.
Die Gebäude stehen unter Denkmalschutz (siehe auch Liste der Baudenkmale in Beverstedt).

## Beschreibung
Die Hofanlage besteht aus:
- dem eingeschossigen traufständigen Wohn- und Wirtschaftsgebäude von 1817 (Inschrift) als Zweiständer-Hallenhaus in Fachwerk mit Steinausfachungen und gleichmäßigem Fachwerkgefüge im Wirtschaftsgiebel, mit reetgedecktem Krüppelwalmdach als Niedersachsengiebel mit Uhlenloch und Grooter Door mit Korbbogen,[2]
- dem traufständigen Stall vom 19. Jahrhundert in Backstein mit pfannengedecktem Satteldach; umgebaut zu Wohnzwecken,[3]
- dem alten Baumbestand,
- sowie weiteren nicht denkmalgeschützten Anlagen.

Das Landesdenkmalamt befand u. a.: „… aus geschichtlichen und städtebaulichen Gründen wegen des ortsgeschichtlichen, gebäudetypischen, straßen- und ortsbildprägenden Zeugniswerts ….“